# Закон Брюстера
Зако́н Брю́стера — закон оптики, выражающий связь показателей преломления двух диэлектриков с таким углом падения света, при котором свет, отражённый от границы раздела диэлектриков, будет полностью поляризованным в плоскости, перпендикулярной плоскости падения. При этом преломлённый луч частично поляризуется в плоскости падения, и его поляризация достигает наибольшего значения (но не 100 %, поскольку от границы отразится лишь часть света, поляризованного перпендикулярно к плоскости падения, а оставшаяся часть войдёт в состав преломлённого луча). Угол падения, при котором отражённый луч полностью поляризован, называется углом Брюстера. При падении под углом Брюстера отражённый и преломлённый лучи взаимно перпендикулярны.
Это явление оптики названо по имени шотландского физика Дэвида Брюстера, открывшего его в 1815 году.
Поляризующий эффект можно понять, если иметь в виду следующее:
- Колебания вектора электрического поля в электромагнитной волне всегда происходят перпендикулярно направлению движения.
- Взаимодействие волны с диэлектриком происходит в два этапа. Вначале падающая волна вызывает коллективные колебания дипольных моментов молекул диэлектрика, затем эти осцилляции в свою очередь порождают отражённую и преломлённую волны.

Отражённая волна генерируется колебаниями дипольных моментов молекул среды. Когда угол между отражённой и преломлённой волной составляет 90 градусов, колебания вектора электрического поля отражённой волны в плоскости падения могли бы генерироваться только колебаниями дипольных моментов вдоль преломлённого луча. Индуцировать такие колебания могла бы только продольная компонента колебаний электрического поля преломлённого луча. Но поскольку в преломленном пучке её нет, то и в отражённом пучке её тоже не может быть.
Закон Брюстера математически записывается в виде:
{\displaystyle \operatorname {tg} {{\theta }_{Br}}={{n}_{21}},}
где {\displaystyle n_{21}=n_{2}/n_{1}} — показатель преломления второй среды относительно первой, : {\displaystyle {{\theta }_{Br}}} — угол падения (угол Брюстера).
При падении света на одну пластинку под углом Брюстера интенсивность отражённого линейно поляризованного света очень мала (для границы воздух-стекло — около 4 % от интенсивности падающего луча). Поэтому для того, чтобы увеличить интенсивность отражённого света (или поляризовать свет, прошедший в стекло, в плоскости, параллельной плоскости падения) применяют несколько скреплённых пластинок, сложенных в стопу — стопу Столетова. Легко проследить по чертежу происходящее. Пусть на верхнюю часть стопы падает луч света. От первой пластины будет отражаться полностью поляризованный луч (около 4 % первоначальной интенсивности), от второй пластины также отразится полностью поляризованный луч (около 3,75 % первоначальной интенсивности) и так далее. При этом луч, выходящий из стопы снизу, будет все больше поляризоваться в плоскости, параллельной плоскости падения, по мере добавления пластин. Воздействие стопы Столетова на свет наглядно показано в одном из кинофильмов о поляризации света.
Закон Брюстера можно вывести из формул Френеля, описывающих зависимость амплитуды, фазы и поляризации отражённой и преломлённой световых волн от соответствующих характеристик волны, падающей на границу раздела диэлектриков.

## Полное преломление
По́лное преломле́ние — эффект, проявляющийся при падении поперечных плоскополяризованных волн на границу раздела разнородных сред, и заключающийся в отсутствии отражённой волны. Эффект возможно наблюдать только в случае падения потока вертикально поляризованной волны (направление вектора напряжённости электромагнитного поля — в плоскости падения) на границу раздела сред под углом Брюстера. При этом, согласно закону преломления, в отражённом потоке будут содержаться только горизонтально поляризованные составляющие, а так как падающий поток не содержал горизонтально поляризованных волн, то отражённый поток будет отсутствовать. Таким образом, вся энергия падающего потока будет в преломлённых волнах.
Явление полного преломления имеет важное значение для радиосвязи: большинство штыревых антенн излучает именно вертикально поляризованные волны. Таким образом, если волна падает на поверхность раздела (например, землю, воду или ионосферу) под углом Брюстера, отражённой волны не будет, соответственно канал связи будет отсутствовать.